# Kurzia gonyotricha
Kurzia gonyotricha là một loài rêu tản trong họ Lepidoziaceae. Loài này được (Sande Lac.) Grolle miêu tả khoa học lần đầu tiên năm 1963.